# Necrosis retiniana aguda
La necrosis retinal aguda es un tipo de retinitis asociada principalmente con infecciones virales. Se caracterizó por primera vez en 1971
y se ha señalado una incidencia de 1 por 1,6 a 2,0 millones.

## Etiología
La etiología exacta se desconoce, pero el virus varicela-zóster está implicado en la mayoría de los casos, al igual que los otros virus del herpes pueden estar involucrados.

## Tratamiento
Los tratamientos que se han utilizado son foscarnet, valaciclovir y famciclovir.